# Districte de Garmisch-Partenkirchen
El Districte de Garmisch-Partenkirchen, en alemany Landkreis Garmisch-Partenkirchen, és un districte rural (Landkreis), una divisió administrativa d'Alemanya, situat a la regió administrativa de l'Alta Baviera a l'Estat Federat de l'Estat Lliure de Baviera (Freistaat Bayern).

## Història
Cap a l'any 1000 la zona era una possessió de l'Antiga Casa de Welf i en van aixecar un castell. El 1249 aquestes possessions van ser adquirides pel bisbat de Freising, que el 1294 també va adquirir el comtat de Mittenwald i Partenkirchen per formar el comtat de Werdenfels. Després de la Guerra dels Trenta Anys el bisbe va esdevenir príncep-bisbe i el comtat va passar a ser un domini directe. El comtat va perdurar fins al 1803 que es va dissoldre a causa de la secularització que es va produir després de la desaparició del Sacre Imperi Romanogermànic, el territori va passar llavors a mans de Baviera i es va establir l'audiència regional (Landgerich) de Werdenfels que va pertànyer en primera instància al districte de Inn i després, el 1814 al districte d'Isar (que a partir del 1838 seria l'Alta Baviera (Oberbayern)). El 1935 es va produir l'associació de Garmisch i Partenkirchen i a partir de 1939 el nom del districte passa a ser Garmisch-Partenkirchen. El 1972, en el marc de la reforma territorial es van integrar al districte algunes localitats dels llavors districtes de Weilheim in Oberbayern i Schongau arribant a la seva configuració actual.

## L'escut
L'escut del districte mostra un lleó amb la cara d'un griu, símbol de l'Abadia de Steingaden. La imatge de sant Corbinià, el patró de la ciutat de Freising i fundador de la seva abadia (més tard bisbat). El símbol blau i blanc de Baviera.

## Geografia
El Districte de Garmisch-Partenkirchen és al sud del Land de l'Estat Lliure de Baviera (Freistaat Bayern), al Regierungsbezirk de l'Alta Baviera. Limita a l'oest amb el districte d'Ostallgäu, al nord amb el districte de Weilheim-Schongau, a l'est amb el districte de Bad Tölz-Wolfratshausen i al sud amb l'estat austríac del Tirol.
El districte és al cor dels Alps Bavaresos, la muntanya és un dels seus trets característics i inclou el punt més alt d'Alemanya, el Zugspitze de 2962 metres. Els pics més importants es localitzen al llarg de la frontera amb Àustria al llarg de les serralades de Wetterstein i Karwendel, entre les dues serres s'obre pas el riu Isar que neix a Àustria i corre cap al nord a trobar el Danubi. Al nord d'aquestes serralades més importants hi ha la vall on hi ha el centre turístic de Garmisch-Partenkirchen, la vall i les muntanyes que l'envolten reben el nom de Werdenfelser. Més al nord s'aixequen les serres d'Ammer i d'Ester que passen dels 2000 metres. Les parts més septentrionals del districte són a una altura d'uns 600 metres, hi destaca el llac Staffel d'una superfície propera als 8 km².

### Poblacions
Població a 30 de setembre del 2006
| 1. Bad Bayersoien (1.194) 2. Bad Kohlgrub (2.418) 3. Eschenlohe (1.615) 4. Ettal (784) 5. Farchant (3.752) 6. Garmisch-Partenkirchen (26.210) 7. Grainau (3.658) 8. Großweil (1.433) 9. Krün (1.903) 10. Mittenwald (7.807) 11. Murnau am Staffelsee (12.068) 12. Oberammergau (5.327) 13. Oberau (3.106) 14. Ohlstadt (3.274) 15. Riegsee (1.138) 16. Saulgrub (1.681) 17. Schwaigen (638) 18. Seehausen am Staffelsee (2.397) 19. Spatzenhausen (789) 20. Uffing am Staffelsee (3.025) 21. Unterammergau (1.464) 22. Wallgau (1.423) |

## Economia i infraestructures
L'agricultura té una importància considerable a l'estructura econòmica del districte, un 15% de la superfície total és utilitzada amb fins agraris. El poder de compra fou el 2005 d'uns 7.571 euros mentre la mitjana federal fou de 8.523 euros.
La regió de Garmisch-Partenkirchen és una zona turística clàssica i a partir de l'Olimpíada d'hivern del 1936 una destinació per als practicants dels esports d'hivern, on el 1978 es van celebrar els campionats del món.

### Transport
La línia de ferrocarril va arribar a Murnau el 1879 procedent de Múnic, després de 1889 es va continuar fins a Garmisch-Partenkirchen i fins a Mittenwald i la frontera amb Àustria el 1922, establint-se l'enllaç amb Innsbruck.
La línia Murnau - Oberammergau va ser construïda el 1900 i electrificada el 1905.
El telefèric turístic de Garmisch-Partenkirchen a l'enclavament hoteler de Schneefernerhaus (a 2650 m) va ser obert entre 1929 i 1930 i va ser allargat fins a la Zugspitzplatt (prop del cim del Zugspitze) el 1992.